# Steatocranus casuarius
Steatocranus casuarius е вид лъчеперка от семейство Цихлиди (Cichlidae).

## Разпространение
Видът е разпространен в Демократична република Конго.